# Брутто-формула
Брýтто-фóрмула ( англ. brutto-formula), також емпірична формула, — формула, яка вказує тільки на валовий хімічний склад речовини, але не відображає склад її молекули чи особливості її кристалічної структури.
Приміром, формальдегід CH2O та глюкоза C6H12O6, або в іншому записі (CH2O)6, мають однакову брутто-формулу — CH2O.
Емпірична формула хімічної сполуки — простий вираз відносного числа кожного типу атомів в ній. Емпірична формула не містить інформації ні про абсолютне число атомів, ні про структуру молекули чи кристалу. В такій формулі визначення відносного процентного вмісту елементів проводиться при допомозі кількісного аналізу. Для прикладу н-гексан має структурну формулу CH3CH2CH2CH2CH2CH3, яка показує структуру молекули, тоді як емпірична формула гексану C3H7 (збігається в даному прикладі з молекулярною) дає тільки співвідношення елементів C:H — 3:7.
Хімічна  формула,  в  якій  відображено  лише  якісний  склад речовини й кількісне співвідношення у ній елементів. Запису-ється у вигляді послідовного переліку їх символів з цифровими субскриптами при них. У такій формулі субскрипти є найменшими цілими числами, що виражають співвідношення (пропорцію) атомів усіх присутніх елементів(їх мольне спів-відношення  в  складі  речовини). Відповідає  найпростішій  з можливих  формул  для  складу  сполуки.  В  органічній  хімії спочатку вказують зі субскриптами символи C і H, а далі за алфавітом — інші елементи складу. Наприклад, для оцтової кислоти це СH2 O, яка показує, що кожному молеві вуглецю в сполуці  відповідають 2 молі  водню  і1 моль  кисню,  як  у  фор-мальдегіді, глюкозі тощо.